# ブラジル人
ブラジル人（ブラジルじん、ポルトガル語: Brasileiros）とはブラジルの国民のことである。また、ブラジル人とはブラジル市民権を得た父親または母親の子として、別の国で生まれた人、もしくはブラジル市民権を得た人を指すこともある。

## 定義
Constitution of Brazilによると、ブラジル人とは、
- ブラジルで生まれた者。両親が外国人の場合もあるが、その両親が外国人である者が外国の官公庁で働いている場合（外交官など）、その子供はブラジル人にはなれない。
- ブラジル国外で生まれた者の内、ブラジル人の父親か母親の子供としてブラジル大使館または領事館で出生登録をした者。また、ブラジルで出生登録を受けてないブラジル人の父親か母親の子供として外国で生まれたが、18歳以上になってからブラジルに移住している者[7]。
- ブラジルに居住している外国人で、ブラジル国籍の申請をし、受理された者。

憲法にはブラジル市民権を持っている者は、人種、民族、性や宗教に関わらず皆平等であると記されている。
ブラジルで国外退出することなく続けて4年間ブラジルで生活し、なおかつポルトガル語が話せる外国人はブラジル市民権を申請できる。公用語がポルトガル語である国の出身（ポルトガル、アンゴラ、モザンビーク、カーボベルデ、サントメプリンシペ、ギニアビサウ、東ティモール）の人は、途中で国外退出がなければ、1年後にブラジル市民権を申請できる。
ブラジル市民権を持っている外国人は、生まれつきブラジル国籍を所有している人とまったく同様の権利や義務を持っているが、大統領、副大統領、防衛大臣、国防長官、下院議長、軍人、外交官になることはできない。

## 概要
ブラジル人は主に入植者、独立後の移民者、アフリカの奴隷、ブラジル先住民の子孫たちであり、多くはポルトガル、イタリア、スペイン、ドイツ語圏の出身者である。日本、ポーランド、ウクライナや、レバント出身者も多くいる。

### 植民地時代（1500年〜1822年）
主に3つのグループが存在した。ブラジル先住民、ヨーロッパからの入植者、アフリカからの奴隷である。
ブラジル先住民
最初の移住者が16世紀に到着する前、ブラジルには推定240万人のブラジルの先住民が生活していた。彼らは更新世以来ブラジルで生活しており、現在でも数百に上る部族や民族を形成し、多様な特徴や姿形を見せている。
1498年頃にドワーティ・パチェーコ・ペレイラ率いる船団がブラジルに到着したとされているが、その当時の先住民の人口には諸説ある。その後1500年にペドロ・アルヴァレス・カブラルがブラジルに漂着し、さらに1502年にアメリゴ・ヴェスプッチが到達したが、当時の先住民の人口は240万人から310万人と見積もられている。
より正確な情報としては、ブラジル先住民は入植者が運んできた伝染病（インフルエンザ、天然痘、しょう紅熱、結核）や戦闘（ポルトガル、フランス、オランダと軍事同盟を結び、そこで起きた組織的大量虐殺によって死者が増え、さらに入植者が来た後に流産をしてしまう先住民の女性の割合も増えた）によってブラジル先住民の3/4の人が死亡したというものがある。生き残った人々はアマゾン川流域へ逃れ、ラテンアメリカの外へ移住する人もいた。また、イエズス会の保護の元で禁欲的な生活を送っていた先住民が都会へ抜け出し、移住した土地で異人種の人と結婚したことも少なくなかった。ヨーロッパで発生した病気が貿易ルートを経由して急速に広まり、ヨーロッパ人と直接戦闘などで接触していないにもかかわらず先住民は全滅寸前まで追い込まれた。
現在、51万7千人の先住民が定住していて、そのうち16万人が先住民の言語を話す。数百万人のブラジル人は、異人種間での接触があったために先住民の血を引いている。
ヨーロッパからの入植者
公式の記録では、ブラジルは1500年にポルトガルによって発見され、72万4千人のポルトガル人入植者が植民地時代の終わりごろまでに入国してきたとされている。その多くは男性であった。その72万4千という数字よりはるかに多い人が入国しただろうと主張している別の資料もある。19世紀まで、ポルトガルはブラジルに移住する人が多い国のひとつだった。イエズス会修道士はポルトガル王国に、両親を亡くして孤児になっている王室の保護下にある女性（en:Órfãs d'El-Rei　「王の孤児」と呼ばれていた）を移住者と結婚させるためにブラジルに送ってほしいと頼んだという。。1551年、ブラジル北東部のバイーア港に最初の孤児たちのグループがやってきた。植民地を統治する過程で、または国王のために戦ったなどの過程で死亡した貴族の娘は、身分の高い入植者と結婚した。
他のヨーロッパ諸国からの移住者のうち、最も多かったのはオランダ出身者であった。1630年から1654年にかけて、オランダによって支配されていたブラジル北東部に、比較的少ない人数ではあるが、信仰の自由を求めるオランダ人入植者とユダヤ人が移り住んできた。その後、ユダヤ人はレシフェにアメリカ大陸で最初のシナゴーグであるカハル・ズル・イスラエル・シナゴーグを建設した。2万人以上のオランダ人がブラジルに入国したと言われているが、彼らの多くはオランダがブラジルから撤退した後に追い出されてしまった。ブラジルに残った家族の多くはブラジル北東部の奥地（ペルナンブコ、パライバ、リオグランデ・ド・ノルテ、セアラー他）に逃れたり、ポルトガル風の名前に改名したりした。ブラジル北東部の人々に過剰にみられるハプログループ2のY染色体は、オランダ人入植者と先住民が結婚したことによるものが大きいと言われている。ブラジルに残ったユダヤ人はキリスト教に改宗したが、彼らの中にはひそかにユダヤ教を信じている人もいた。ブラジルから離れたユダヤ人の多くは、現在のニューヨークであるニューアムステルダムへ向かい、アメリカ合衆国で最古といわれるシナゴーグであるCongregation Shearith Israelを創設した。
また、特に1500年以降最初の100年間、非常に多くのポルトガル人新キリスト教徒たちがブラジルに渡った。彼らはポルトガル王国やスペイン王国からの弾圧を逃れて、または追放されてブラジルに入国した。また、彼らの中にはイベリア半島のロマ人も含まれており、ブラジルにジプシーが多い一因となっている。ブラジルはアメリカ大陸ではアメリカ合衆国に次いで2番目にジプシーが多い。加えて、20世紀にブラジルはバルト海沿岸、中央ヨーロッパ、西ヨーロッパからもたくさんのジプシーを受け入れた。
アフリカからの奴隷
16世紀半ばから1855年にかけての大西洋の奴隷貿易により、様々な国や民族からなる約360万人のアフリカ人がブラジルに渡り、その結果ブラジルはアフリカ人を祖先に持つ人がアメリカ大陸で一番多い国となった。過酷な環境により奴隷主の下から逃亡したアフリカ系ブラジル人のコミュニティ・マルーンがブラジルの至る所に出来た。バイーアにいた奴隷のうちの少数はイスラム教徒で、彼らはサルヴァドールで反乱を起こしたが、すぐに軍隊によって鎮圧された。

### 大移動時代（1820年から1970年代まで）
この時代には世界中の人々がブラジルに渡り、その中の多くがヨーロッパ人であった。ブラジルは1820年から1950年にかけて、約56万8千人のヨーロッパ人移民を受け入れた。その中には当時栄えていたユダヤ人もいた。加えて、20世紀に95万人のアジア人がブラジルに渡ったが、その中には、中東出身者やキリスト教徒のレバントアラブ人、アジア人移民で最大の人数を誇る27万人の日本人などがいた。当時、移民のほぼ70%は南ヨーロッパの人々であり、残りの約30%は他のヨーロッパ地域、アジア（西アジアと東アジア）、アフリカ（多くは白人アフリカ人、ユダヤ人、ベルベル人他）、南北アメリカの人々である。
南欧からの移民
1808年にポルトガルの裁判所がブラジルに移ったことにより、何千人ものポルトガル人が再びブラジルに渡り、その後1820年には国際港が開かれた。これにより、今までになかった大きな移民の波が押し寄せることになる。
この頃に、2回目となるポルトガル人の大移住があり、180万人以上の人々がブラジルに移住してきた。ポルトガル人はブラジルが発見されて以来ブラジルに住み続けているため、正確に何人の子孫が存在しているのか計算するのが難しくなっている。現在数百万人いる白人系ブラジル人は1870年代から1975年にかけて移住してきたポルトガル系移民の子孫である。加えて、ブラジル人は異なる民族と結婚する人が多いため、ポルトガル系移民の血を部分的に引く人も多く存在している。彼らの祖先の多くは、ポルトガル北部と中部にあるミーニョ、トラス・オス・モンテス、ベイラ、エストレマドゥーラから来た人々である。
ブラジル北東部はポルトガル植民地時代にポルトガル人による大移住があった場所であるが、大移動時代にブラジル南東部へのさらに大規模な移住があった。サンパウロが最も多い人数を受け入れ、リスボンを除くとポルトガル語圏で最大の都市といわれているリオ・デ・ジャネイロが続く。他に多くの移住者が確認された都市としてはミナスジェライス、パラー、リオ・グランデ・ド・スル、ペルナンブコ、バイーアがある。今日、移住者とその子孫はブラジルの至る所に住んでおり、白人や多民族を祖先に持つブラジル人の多くを占めている。
この大移動の集団の中には約160万人のイタリア人がおり、結果的に植民地時代後の移民では最大のグループとなった。この人数は、今までイタリアから国外に移動した集団の中で最多であるとされている。イタリアから移民が送り出された他の国とは違い、移住した人の半数以上はヴェネト州やロンバルディア州といったイタリア北部の出身者で、次にイタリア中部出身者が多く、その多くはサンパウロ州に流入した。また、南部の出身者もいた。イタリア人の多くはブラジル移民の半数以上の人を受け入れたサンパウロへ行き、残りは主に南部や、南東部のミナスジェライスやエスピリトサント、中西部のマトグロッソドスルやゴイアスなどに移り住んだ。比較的少ない人数ではあるが、北東部のペルナンブコやバイーアに向かった移民もいる。現在、その子孫たちの多くは上記の地方に住んでいるが、彼らの国内の移動によって、イタリア系ブラジル人は国内の至る所に点在している。
スペインからも約70万人もの人が移住した。スペイン人が先祖というブラジル人は数百万人いる。スペイン南部のアンダルシア出身者が多く、ガリシア、カスティール、レオン、カタルーニャなど北部・東部出身者がそれに続く。この中でも、ポルトガルと国境を共有し、言葉も通じ、かつてはポルトガル領だったこともあったガリシアからは、ポルトガル語圏のブラジルに多くの人が向かった。多くのスペイン人は当初は主にサンパウロへ向かい、その後リオ・デ・ジャネイロやミナスジェライスなどへ移住した。他の地方にいるスペイン系ブラジル人は主にはガリシア出身者で、大移動以前に到着した集団である。彼らはサルヴァドール、ペルナンブコ（北東部）、パラー（北部）、エスピリトサント（南東部）、リオ・グランデ・ド・スル（南部）へ移動した。
他のヨーロッパ諸国から
西ヨーロッパからの大規模な移民としては。約24万人のドイツ人、19万8千人のオーストリア人、5万2千人のスイス人などが挙げられる。ルクセンブルク人やヴォルガ・ドイツ人が移住したという記録も残っているが、人数は少ない。当時、ドイツ語圏国家の出身者は4番目に大きいヨーロッパ移民の集団で、現在ブラジルでドイツ語を母国語としている人はポルトガル語の母語話者に次いで2番目に多い。加えて、15万人のフランス人移民がブラジルの港に到着したが、その中にはベルギー人やオランダ人も含まれていた。
東ヨーロッパ出身者も比較的多く、35万人の人が移住した。この中には15万4千人のポーランド人、4万人のウクライナ人、そして少数のロシア人と数千人のベラルーシ人がいた。この移民たちはより良い生活環境を求めていた。他にブルガリア人やクロアチア人、チェコスロバキア人、少数のスロベニア人もいた。スラブ民族ではないハンガリー人やルーマニア人もいて、ポーランド人・ロシア人・ウクライナ人に次いで大きいグループであった。
北西ヨーロッパからの移民は他の地域に比べ少なかった。7万8千人以上のイングランド人とスコットランド人がブラジルに入国したが、彼らは様々な地方に分かれた。一部のアイルランド人は、すでに都市化されている地域に移住した。
また、主にスウェーデンやノルウェー出身のスカンジナビア人がそれぞれ4万人超おり、1万7千人のデンマーク人や少数のフィンランド人もいた。アイスランド人やフェロー諸島から移住した人もいた。
現在は数千人の子孫しか残っていないが、バルト海諸国から移住した人もいる。リトアニア人が5万人と多くを占めており、ラトビア人とエストニア人がそれに続く。
また、多くの移民をブラジルに送り出したヨーロッパの国としては他にギリシャが挙げられ、約15万人の移民の子孫が国内にいる。
この時代、約4万8千人のヨーロッパ系ユダヤ人がブラジルを移住先として選んだ。大移動時代に移民してきたユダヤ人が初めて文献に記録されたのは、迫害を受けていた数千人のユダヤ人家族を、1870年から1880年にかけて自由主義的な2代目ブラジル皇帝が迎え入れた時である。20世紀に2回移動があったが、最初の移動は、第一次世界大戦直後にあり、次の移動は1930年代から1950年代にかけてあった。
アジアから
西アジア、特にレバントから多くの人々が移住してきた。主にレバノン人とシリア人で、その数は20万人を超える。また、コーカサス地方出身のアルメニア人やジョージア人、イラン人もいた。
東アジアからは、多くの日本人をはじめとする沢山の人が移住してきた。最初の船が1908年にブラジルに到着し、25万人以上の人が到着した。特に1950年代以降、多くの中国人や韓国人もブラジルに渡っており、それぞれ20万人と10万人が移住した。
ブラジル外の南北アメリカから
ブラジルは南北戦争から逃れたアメリカ人を受け入れた。加えて、1808年より後にも少数の北アメリカ出身者を受け入れている。
南北戦争から逃れたアメリカ南部出身者の一部はポルトガル語で「連合国の人々」を意味する「コンフェデラドス」として知られ、主にサンパウロ郊外に住み、都市の建設を行うなどして影響力を強めていった。アメリカ系ブラジル人の子孫はブラジル中に住んでいるが、これはコンフェデラドスの子孫が過去にブラジルの至る所に散らばったためである。彼らは時々イギリス系移民と間違えられることがある。コンフェデラドスの民族的なルーツはウェールズ人、スコットランド人、アイルランド人、ドイツ人、スカンジナビア人などであるとされる。
南アメリカからは18世紀から長らくアルゼンチンからの移民が多く、今でもブラジルで強力なコミュニティを築いており、その規模はボリビア出身者のコミュニティーに次ぐ。ブラジル帝国から独立を果たしたウルグアイからの移民も、19世紀から20世紀にかけて目立った。
アフリカから
北アフリカからは多くの移民が送り出された。エジプト出身の移民が最も多く、約1万人である。それよりは少ないが、モロッコのマグレブ地方出身の人々もいる（多くはユダヤ人で、北部へ向かった）。結果として、アフリカ出身者の多くが黒人奴隷であった植民地時代とは違い、外国からの文化の強い流入が起こった。
他では主にオランダ系南アフリカ人（アフリカーナー）や、アンゴラなどのアフリカのポルトガル植民地からの移民がいる。これらの地域からは黒人、白人、アジア人などの複数の民族の人が移住してきた。

### 近現代（1970年から現在）
大移動時代とは比較にならないが、アフリカ（アンゴラ、セネガル）、南アメリカ、カリブ海諸国（ボリビア、パラグアイ、ウルグアイ、ハイチ、スリナム）からの移民が、1960年代後半から現在に至るまで続いている。アジア系（パレスチナ、中国、韓国、一度日本へ戻った日系ブラジル人、オランダ系インドネシア人、アフガン人、ベトナム人、イラン人、パキスタン人、フィリピン人など）やヨーロッパ系（ポルトガル人、西ヨーロッパからの専門家、暖かい気候を求める北ヨーロッパ諸国や東ヨーロッパ諸国の人々）の移民も多い。
1975年のスリナム独立により、多くのオランダ系スリナム人がブラジルに移住してきた。彼らの多くは、オランダ系ブラジル人のコミュニティーとして栄えているサンパウロ郊外やパラナを居住地として選んだ。

#### 現在の外国人人口
2011年時点で、ブラジルは150万人の外国生まれの人々の居住地となっている。これは2009年の2倍以上であり、この数字はさらに高くなる可能性がある。他の国と同様にブラジルにも正式に戸籍を登録していない人が多数おり、彼らは統計に入っていないためである。戸籍を登録している人もそうでない人も、多くの外国人はポルトガル、ボリビア、中国、パラグアイ、アンゴラ、スペイン、アルゼンチン、日本、アメリカ合衆国出身の人が多く、就労ビザを取得して移住してくる人はアメリカやイギリスが多い。
19世紀から20世紀にかけてポルトガルのルシタニア地方からの移住する人が途絶えたことはない。ユダヤ人居住地域にいるポルトガル人は、マカオやアンゴラのような以前植民地だったところに住んでおり、それらの地域が独立した後にブラジルに渡った。さらに、120万人のポルトガル人が1951年から1975年にかけて移住しているのが確認でき、その多くはブラジル南東部に住んでいる。現在、ブラジルに69万人以上のポルトガル人が住んでいて、そのなかでもルシタニアからの移民が一番多い。2011年上半期だけで、永住ビザを申請するポルトガル人は5万2千人増えた。現在、約220か国からの出身者がブラジルに住んでいる。

#### 難民
2014年、ブラジルは79か国、5208人の難民の居住地であった。出身国別で見ると、シリア（1626人）、コロンビア（1154人）、アンゴラ（1062人）からの3国が特に多い。これに加え、ブラジルに入国し政府からの難民認定待ちをしているバングラデシュ人が2013年だけで1830人いて、さらにシリアから1021人、セネガルから799人いる。アフガン難民や、ベトナム戦争の際に船でベトナムを逃れたボートピープルもいる。

## ブラジルの人種と肌の色による分布
ブラジル国内での民族分布は、全国で均一というわけではない。
南部
19世紀と20世紀に多くのヨーロッパ人が移住してきたため、サンパウロやブラジル南部の地域では白人が多数を占めている（多くはイタリア人、ポルトガル人、ドイツ人、オーストリア人、スイス人、スラブ人、オランダ人、スペイン人の家系）。特にリオ・デ・ジャネイロでは白人が多く、全人口の半分をわずかに上回っている。他の南東部の州であるミナスジェライスやエスピリトサントでも、約半数は白人である。サンパウロには圧倒的に多い3000万人の白人がおり、ミナスジェライス、リオ・グランデ・ド・スル、リオ・デ・ジャネイロ、パラナがそれに続く。割合ではサンタカタリーナが一番高く、全人口の86％をヨーロッパ人が占める。サンパウロ、リオ・デ・ジャネイロ、ポルト・アレグレ、クリチバ、ブラジリア、ベロオリゾンテにはユダヤ人が多数いる。
東アジア出身者、特にその最大のグループである日系ブラジル人の多くは、サンパウロやパラナに住んでいる。また、韓国人や中国人も多くがサンパウロのあるブラジル南東部に移住した。また、リオ・デ・ジャネイロはサンパウロに次いで中国人が多く住んでいる地域である。
北東部
他国に占領されていた経緯から様々な民族が入り混じっているブラジル北東部では、ブラジル植民地出身の黒人のアフリカ人、ジプシー、アメリカ先住民、セファルディムが多い。そこではパルドが最も多く、次いでヨーロッパ系またはその混血の白人、アフリカ系の人がいる。バイーアとマラニョンはブラジルで最もアフリカ系黒人の多い地区である。パルドの外見は人によって極端に違い、様々なタイプの髪、目、肌の色の人がいる。ごく少数ではあるが、自分はパルドだと思っている白人、黒人もおり、さらに混血のロマ、セファルディ、アラブ系、アジア系の人々の中にも自分はパルドだと思っている人がいる。アマゾンの熱帯雨林が生い茂るブラジル北部にもパルドが多い。
南東部・中西部
ブラジル南東地区と中西部の民族分布には様々な民族がいるが、比較的バランスが取れていて、白人が50％、パルドが43％、黒人が5%、アジア人とアメリカ先住民がそれぞれ1%である。
人種区分
ブラジル地理・統計院では、ブラジル人を5つの種類に分け、肌の色や人種によってbrancos（白人）、negros（黒人）、パルド（褐色または混血）、amarelos（アジア系黄色人種）、indios（アメリカ先住民）に分けている。最近行われた詳しい国勢調査（PNAD）によると、ブラジルには9100万人の白人（White Brazilian）、7900万人の複数民族からなる人（パルド）、1400万人の黒人（Afro-Brazilian）、200〜400万人のアジア人（Asian Brazilian）、80万7900人の先住民が住んでいるという。2005年の詳しい国勢調査では、ここ20年の調査で初めて白人のブラジル人が全体の人口の50％を超えなかったと発表された。一方、複数の民族からなるパルドの人口が増えたが、他の民族はほとんど横ばいである。ブラジル地理・統計院は、この傾向は幾度となく行われてきた民族の差別を撤廃していこうという動きによるものだと考えている。
ブラジルという国が建国されてから、異人種間の結婚は決して違法ではなく当たり前のこととされ、世界でも異人種間の結婚が多いといわれている。
自分の先祖を完全に特定することができるのは、19世紀から21世紀にかけてのの比較的最近の移民を祖先に持つ人である。ブラジル人は、自分の祖先はどんな民族だったのか特定するのは容易でないという人が多い。その理由として発音をするのが難しいファミリーネームを持つヨーロッパ系の人々は、発音をしやすいポルトガル語のサーネームに変更しているということが挙げられる。ブラジルはヨーロッパ人、アジア人、アフリカ人、先住民、混血の人々が入り混じる、まさに人種のるつぼである。
| 肌の色または民族 | % (rounded values) | % (rounded values) |
| 肌の色または民族 | 2000               | 2008               |
| ---------------- | ------------------ | ------------------ |
| 白人             | 53.74%             | 48.43%             |
| 黒人             | 6.21%              | 6.84%              |
| 混血             | 38.45%             | 43.80%             |
| 東アジア人       | 0.45%              | 1.1%               |
| アメリカ先住民   | 0.43%              | 0.28%              |
| 不明             | 0.71%              | 0.07%              |

### 白人
白人をひとくくりの民族グループとして計算すると、白人はブラジルの人口の大多数を占め、これは南半球では最大の数である。ブラジルはアメリカ大陸諸国の中で2番目に白人が多い国で、9700万人〜9800万人の人がおり、白人系ブラジル人の数は全世界の白人人口で見ると、アメリカ、ロシアに次いで3番目に多い）。多くの集団は大移動時代に移民してきたが、これは労働力の確保や人口がまばらな南部で外国人による侵略の脅威の回避などの目的で実施された政策に由来する。他の集団は植民地時代や第二次世界大戦後の移民である。
先祖がヨーロッパ系である人はブラジル全体の至る所におり、中でもブラジル南東部と南部は特に白人が多い地区である。絶対数が多いのは南東部だが、割合が高いのは最南端の3つの州で、79.8%の人がヨーロッパ系かコーカサス系である、特に、サンタカタリーナ州は最も割合が高く、ほぼ90%がヨーロッパ人である。サンパウロは4番目にヨーロッパ人の割合が高く、3000万人の白人が住んでいる。彼らは主にヨーロッパ出身だが、レバントアラブ人やユダヤ人もいる。
| Some southern Brazilian towns with a notable main ancestry | Some southern Brazilian towns with a notable main ancestry | Some southern Brazilian towns with a notable main ancestry | Some southern Brazilian towns with a notable main ancestry |
| Town name                                                  | State                                                      | Main ancestry                                              | Percentage                                                 |
| ---------------------------------------------------------- | ---------------------------------------------------------- | ---------------------------------------------------------- | ---------------------------------------------------------- |
| ノーヴァ・ベネツィア                                       | Santa Catarina                                             | イタリア人                                                 | 95%                                                        |
| ポメロデ                                                   | Santa Catarina                                             | ドイツ人                                                   | 90%                                                        |
| プルデント―ポリス                                          | Paraná                                                     | ウクライナ人                                               | 70%                                                        |
| トレーゼ・チーリアス                                       | Santa Catarina                                             | オーストリア人                                             | 60%                                                        |
| ドン・フェリシアノ                                         | Rio Grande do Sul                                          | ポーランド人                                               | 90%                                                        |

ブラジルでは移民によって240もの言語が話されているが、その多くはヨーロッパ言語である。標準ドイツ語とドイツ語の方言はブラジルで2番目に多く話されている言語であり、約400万人、つまり人口の2%の人が話す。他にはコーカソイドの移民が話す言葉として、イタリア語のベネチア方言やTalian方言（ブラジルで話されるベネチア方言）、ポーランド語、カスティリャ語、ウクライナ語、ロシア語、オランダ語、ヘブライ語、イディッシュ語、リトアニア語、レット語、フランス語、ノルウェー語、スウェーデン語、英語、ハンガリー語、フィンランド語、アラビア語、デンマーク語、ブルガリア語、クロアチア語、カタロニア語、ガリシア語、ギリシャ語、アルメニア語、チェコ語、スロバキア語、スロベニア語、ルーマニア語、セルビア語、Vlax Romani語、グルジア語、トゥロヨ語、バルト諸語、リトアニア系ロマニ語がある。いくつかのドイツ語の方言（ヨーロッパでは事実上なくなってしまった古くからのポメラニア東部の方言も含む）、ベネチア方言、Talian方言はいくつかの都市でポルトガル語と共に共同語として存在している。
| Region         | Percentage |
| -------------- | ---------- |
| ブラジル北部   | 23.5%      |
| ブラジル北東部 | 28.8%      |
| ブラジル中西部 | 50.5%      |
| ブラジル南東部 | 58%        |
| ブラジル南部   | 78%        |

### 混血
混血はブラジルで2番目に多いグループであり、8000万人いる。パルドと混血は混同されやすいが、混血の人々は人によって肌の色や人種的背景などが違う。彼らは、一般的にアフリカ奴隷や先住民の子孫である。マグレブ人、ユダヤ人、中東、エジプト人の子孫もいる。肌の色は薄い人から黒い人まで様々である。ブラジル人とヨーロッパ人の混血であるカボクロやメスティーソは約4300万人がいる。ミナス・ジェライス連邦大学でセルジオD.J.ペナが行った遺伝子研究によると、カボクロは70%〜90%以上のヨーロッパ系（多くは1500年代〜1700年代の男性ポルトガル人、スペイン人、オランダ人、フランス人移民）のDNAを持つ人と先住民からなっている。同様のDNAテストでは、ムラートもしくは白人と黒人の混血であると認識している人は、62%〜85%のヨーロッパ系（多くは1500年代から1700年代の男性のポルトガル人オランダ人、フランス人移民）に由来するDNAを持っている。
ブラジルにはパルドとして区分できる80万人のジプシーやロマがいて、その多くはポルトガルをはじめ東ヨーロッパやバルト諸国出身である。アジア系の血を引くパルドもいるが、その多くは日本人とヨーロッパ人の混血である。ブラジル北部と北東部には多くのパルドがおり、主にブラジリア連邦直轄区やマットグロッソ州、ゴイアス州、エスピリトサント州、ミナスジェライス州、リオ・デ・ジャネイロ州、サンパウロ州、パラナ州に住んでいる。パルドの分布は全国で均一でないため、他の地区に比べてパルドが多い地区もある。
| Region         | Percentage |
| -------------- | ---------- |
| ブラジル北部   | 69.2%      |
| ブラジル北東部 | 62.7%      |
| ブラジル中西部 | 43%        |
| ブラジル南東部 | 35.69%     |
| ブラジル南部   | 16.98%     |

### 黒人
黒人は、3番目に多い約1400万人つまりブラジル全人口の7%を占める民族グループである。彼らはアフリカから来た黒人の末裔であるが、ブラジルでは一般的にアフリカとはサハラ砂漠以南のアフリカを指す。アフリカ系ブラジル人は現在のブラジルに相当する地域で奴隷時代を生き抜いた人々の末裔だけでなく、ヨーロッパ系や先住民の家系を先祖に持つ人も少なからずいる。アフリカ系ブラジル人はアフリカに由来する遺伝子の割合が高いため、肌の色はパルドより黒い。ブラジルはアメリカに次いでアメリカ大陸でアフリカ系ディアスポラの多い国である。
現在、多くの黒人はカトリックか福音主義であるが、無神論者や、バイーアによく存在するカントンブレやウンバンダなどの宗派のグループも存在する。ウンバンダはローマカトリック、アフリカの慣習、精神主義や先住民の信仰を融合させたものである。少数ではあるが、フランスでできたキリスト教と精神主義を合わせたスピリティズムを信仰している黒人もいる。
ほとんどの黒人は、植民地時代に流入したバイーア州とマランハオ州、ダイヤモンドラッシュとゴールドラッシュの時代に由来するミナスジェライスの北部地域、そしてリオデジャネイロの一部で見られる。
| Region         | Percentage |
| -------------- | ---------- |
| ブラジル北部   | 6.2%       |
| ブラジル北東部 | 8.1%       |
| ブラジル中西部 | 5.7%       |
| ブラジル南東部 | 7.91%      |
| ブラジル南部   | 3.6%       |

### アジア系
アジア系（一般的は東アジア系）はブラジルで4番目に大きい民族グループを形成している。その数は220万人と言われているが、その中に混血のアジア人は含まない。最も大きい東アジア民族の集団は日本人であり、ブラジルには日本以外の場所で最も多くの日本人がおり、日系人の全国民に占める割合の高さ・絶対数の多さはともに世界一である。日系ブラジル人の数は200万人前後を推移しており、5万7千人にのぼる日本国籍者のコミュニティもあるとされている。民族学者は40万人がブラジルで日本語を話しているとみている。
その他のアジア系ブラジル人は、主に中国系、台湾系、韓国系である。近年、中国からブラジルに渡る人々が多いため、アジア系住民の数は着実に増加している。
ブラジルには南アジアからの移民も多く、ほとんどは東インド、ベトナム、インドネシア、バングラデシュからの移民である。近年、ベンガルから多くの移民が入ってきており、その多くは難民である。さらに、南アジア系はその身体的特徴から黄色人種として捉えられることが少なく、パルドとして認識されることが多い。
東アジア系のカトリック教徒のコミュニティーは、無宗教の東アジア系住民のそれと同じくらい大きなものである。また、ブラジルでは特に非アジア系の白人で日本に昔からある形の仏教を信じている人が多く、サンパウロやパラナの日系人家庭では、神道を生活様式や冠婚葬祭で取り入れることが一般的である。神道から由来する日本の新宗教もブラジルで活動しており、大きなものでは生長の家、天理教、パーフェクトリバティー教団、世界救世教がある。また、韓国や中国の儒教の信者もサンパウロに多くいる。
| Region         | Percentage |
| -------------- | ---------- |
| ブラジル北部   | 0.5 - 1%   |
| ブラジル北東部 | 0.3 - 0.5% |
| ブラジル中西部 | 0.7 - 0.8% |
| ブラジル南東部 | 1.1%       |
| ブラジル南部   | 0.5 - 0.7% |

### 先住民
ブラジル先住民は、ブラジルで5番目に多い民族グループを形成し、約80万人を数える。先住民はブラジルにおける最古の民族グループで、主にアマゾン熱帯雨林の中のアマゾン川流域や5つの居留地に住んでいる。
ブラジルの総人口と比較すると先住民の数は少ないように感じられるが、数百万人のブラジル人は先住民の祖先を持っている。これは主に、先住民と入植者が結婚し、純粋な先住民の数が減ったことによるものである。
ブラジルでは約180の先住民の言語が16万人によって話されているが、それらの多くが消滅の危機に瀕している。居留地に住んでいる先住民は各民族の言葉を母語としているが、ポルトガル語を学校で教わるため、多くの先住民はポルトガル語でコミュニケーションが可能である。
現在、51万7千人が居留地に住んでいる。

## 遺伝子研究
遺伝子研究によると、ブラジル人の多くはヨーロッパ系、アフリカ系、先住民の遺伝子を持っているという。

### 常染色体の研究
2015年に行われたブラジルに住んでいる38の民族を対象にした25の常染色体の研究結果によると、ヨーロッパ系が人口の62%を占め、次いでアフリカ系が21%、先住民が17%と続く。ヨーロッパ系の割合が一番高い地域はブラジル南部で77%、アフリカ系の割合が一番高い地域はブラジル北東部で27%、先住民の割合が一番高い地域はブラジル北部で32%である。
| Region         | ヨーロッパ系 | アフリカ系 | 先住民 |
| -------------- | ------------ | ---------- | ------ |
| ブラジル北部   | 51%          | 16%        | 32%    |
| ブラジル北東部 | 58%          | 27%        | 15%    |
| ブラジル中西部 | 64%          | 24%        | 12%    |
| ブラジル南東部 | 67%          | 23%        | 10%    |
| ブラジル南部   | 77%          | 12%        | 11%    |

2013年にブラジル全土から集められた約1300のサンプルを基にした常染色体の研究結果によると、数値に違いが見られた。ヨーロッパ系の割合が高いという傾向は北部より南部の方がより顕著である（最大74%）が、この傾向自体は全ての都市部で共通である。ブラジル北部が先住民の割合が最も高い一方で、北東部、中西部、南東部ではアフリカ系の割合がどれもヨーロッパ系に次いで高い。都市部では混血が多く見られるため、ブラジル人の常染色体の割合の違いの多くは、人口が多い地域よりも少ない地域で明確である。
2011年に主な民族グループ（白人、パルド、黒人）からブラジル全土で集められた1000近くのサンプルを使用して行われた常染色体の研究によると、ヨーロッパ系の割合が高く、次いでアフリカ系、先住民が続く。各研究の結果を考えると、ヨーロッパ系の割合が最も高い。
| Region         | ヨーロッパ系 | アフリカ系 | 先住民 |
| -------------- | ------------ | ---------- | ------ |
| ブラジル北部   | 51%          | 17%        | 32%    |
| ブラジル北西部 | 56%          | 28%        | 16%    |
| ブラジル中西部 | 58%          | 26%        | 16%    |
| ブラジル南東部 | 61%          | 27%        | 12%    |
| ブラジル南部   | 74%          | 15%        | 11%    |

2010年にブラジルの5地域（北部・北西部・中西部・南東部・南部）行われた常染色体の研究によると、ヨーロッパ系の常染色体は平均で全体の80%を占めているという結果が出ている。地域間による差は、南部でほぼ90%を占めているという例外を除いては少ない。Catholic University of BrasíliaのグループによるAmerican Journal of Human Biologyという科学雑誌の研究結果からは、肌、目、髪の色のような物理的な違いは、ブラジルにおいては遺伝子学的な先祖とは関係がないという研究結果がでている。祖先の遺伝情報が分かるSNPは個人と生物地理学上の祖先を特定するのに役立つ。ブラジル人は遺伝学上3種類の祖先（ヨーロッパ系・アフリカ系・先住民）とその人々の混血によるいろいろなパターン分類できる。
こちらの研究は、ブラジルの5つの地区にある都市部の住民の混血を調べるために、アフリカ人・先住民・ヨーロッパ人の3つの祖先から28あるSNP遺伝情報を分析した。SNPは、3つの人種の混血集団における祖先の推定に適用することができる。データは、様々な人種のブラジル人の祖先を遺伝子レベルで推定するのに使われる。ブラジルの5つの地域から入手した遺伝子の1つを調べると、ブラジル南部と他の地域とでは違いはほとんど確認できなかった。ブラジル人祖先の遺伝子を調べたその研究では、the heterogeneous genetic profile of Brazilian populationと一致する結果となった。ブラジル人の遺伝情報に寄与しているのは、第一がヨーロッパ人（0.771）で、アフリカ人（0.143）、先住民（0.085）が続く。このSNP遺伝情報の分析は人類科学の研究に役立ち、主に混血集団の遺伝的関連性研究における誤った結果をコントロールするために有用である。なお、この調査は無料で受けることが出来たため、被験者の母集団はパルドがやや多い傾向にあるものの、この実験のサンプルは様々な経済的地位の人々から提供されていると研究者たちも話している。
| Region         | ヨーロッパ系 | アフリカ系 | 先住民 |
| -------------- | ------------ | ---------- | ------ |
| ブラジル北部   | 71.10%       | 18.20%     | 10.70% |
| ブラジル北西部 | 77.40%       | 13.60%     | 8.90%  |
| ブラジル中西部 | 65.90%       | 18.70%     | 11.80% |
| ブラジル南東部 | 79.90%       | 14.10%     | 6.10%  |
| ブラジル南部   | 87.70%       | 7.70%      | 5.20%  |

2009年に行われた常染色体の研究では、ブラジル人の地域別サンプルは、アフリカ人やメキシコのメスティーソよりヨーロッパ系の割合が高いという傾向がみられることが分かった。
| Region         | ヨーロッパ系 | アフリカ系 | 先住民 |
| -------------- | ------------ | ---------- | ------ |
| ブラジル北部   | 60.6%        | 21.3%      | 18.1%  |
| ブラジル北西部 | 66.7%        | 23.3%      | 10.0%  |
| ブラジル中西部 | 66.3%        | 21.7%      | 12.0%  |
| ブラジル南東部 | 60.7%        | 32.0%      | 7.3%   |
| ブラジル南部   | 81.5%        | 9.3%       | 9.2%   |

2008年にthe University of Brasília（UnB）で行われた別の常染色体の研究によると、全てのブラジルの地域においてヨーロッパ系がトップを独占している。ヨーロッパ系が65.90%で、次いでアフリカが24.80%、先住民が9.3%と続く。
さらに最近の2013年の研究では、サンパウロだけで見るとヨーロッパ系61.9%、アフリカ系25.5%、アフリカ系11.6%という結果がでている。
2014年に全てのブラジルの地域で集められた1594のサンプルからのデータを基にした研究によると、ブラジルでは広い範囲の地域でヨーロッパ系の割合が多数を占めていて、それは南部で特に顕著であることが分かった。南部を除けばアフリカ系の割合も高く、ブラジル東部では最も高い割合になっている。先住民は北西部（アマゾン川流域）では最も高い割合になっており、ヨーロッパ系が82％でアフリカ系が9%、先住民が9%と続く。

### ミトコンドリアDNAとY-DNAの研究
ハプログループは、遺伝子による民族の特徴や、どの民族とどの民族の混血であるかということは表すことができない。常染色体の実験では何百万の母方と父方の対立遺伝子を分析できるため、どの民族の血が強いかどうかということが分かる。片方の祖先しか見ないY-DNAとミトコンドリアDNAの研究とは違い、常染色体の研究は、研究対象になっている人の祖先全員を調査するため、複雑になっている先祖の混血のパターンがより正確に分かる。
2000年にブラジルの5つの地域の内4地域からの出身者から得た247のサンプル（主に白人のブラジル人）を見てみると、現代のブラジル人のミトコンドリアDNAプール（母方のもの）は、20世紀に大量に押し寄せたヨーロッパからの移民や、ポルトガル人の意図的な結婚も含めた植民地時代初期の状況を明確に反映していると言える。
| Continental Fraction | ブラジル全体 | 北部 | 北東部 | 南東部 | 南部 |
| -------------------- | ------------ | ---- | ------ | ------ | ---- |
| 先住民               | 33%          | 54%  | 22%    | 33%    | 22%  |
| アフリカ系           | 28%          | 15%  | 44%    | 34%    | 12%  |
| ヨーロッパ系         | 39%          | 31%  | 34%    | 31%    | 66%  |

2001年の研究では、白人系ブラジル人男性の父方によるY染色体の多くはヨーロッパ系（90%）である。サハラ砂漠以南のアフリカ系の染色体はごく少数で、先住民の染色体はまったく確認できなかった。この結果は、主にヨーロッパ人男性とアフリカ系または先住民女性による結婚によるものある。
2016年の研究では、ブラジルの5つの地域、で血のつながりのない1217人の男性の41からなる1組のY-SNPを調査した。全てのブラジル人のサンプルから計22のハプログループが見つかり、3つの主なグループのDNAが見つかった。それは先住民、ヨーロッパ系、アフリカ系である。
ブラジル北部からのサンプルからは8.4%という高い先住民の割合が確認できた。また、ブラジル北西部で確認できたアフリカ系の高い割合（15.1%）、ブラジル中西部と南部では他の地域より高いヨーロッパ系の割合（それぞれ95.7%と93.6%）は、ブラジルの植民地の歴史を示している。
南東部では高いヨーロッパ系の割合（86.1%）とアフリカ系の割合（12.0％）が確認できる。ブラジル中西部、南東部、南部でヨーロッパ系の割合が高いのは、ポルトガルからの移民が多いからだと推測される。
北部と北東部でヨーロッパ系の割合が高いのは、フランスやイタリアからの移民が多いからだとされる。最も高い移住率を誇るレバノンからは、ブラジル中西部へ移住した人が多い。
中西部、南東部、南部ではドイツからの移民が多い。
白人とパルドは、多くの場合ヨーロッパ系の常染色体とヨーロッパ系ではないミトコンドリアDNAを持っている。それはブラジル人という概念が形成されている間に入植者の男性と結婚した先住民の女性がいたことで説明される。